# Marigny-le-Cahouët
 Marigny-le-Cahouët  là một xã ở tỉnh Côte-d’Or trong vùng Bourgogne-Franche-Comté, phía đông nước Pháp. Khu vực này có độ cao từ 283-476 mét trên mực nước biển.